# Tim Siersleben
Tim Siersleben, né le 9 mars 2000 à Magdebourg en Allemagne, est un footballeur allemand qui évolue au poste de défenseur central au FC Heidenheim.

## Biographie

### En club
Né à Magdebourg en Allemagne, Tim Siersleben est formé par le club local du FC Magdebourg avant de rejoindre le VfL Wolfsburg. Il signe son premier contrat professionnel avec Wolfsburg, le 8 décembre 2020. Il est alors lié au club jusqu'en juin 2024. Le jeune défenseur est alors considéré comme l'un des joueurs les plus prometteurs du club.
Siersleben joue son premier match en professionnel le 22 mai 2021, lors d'une rencontre de Bundesliga face au 1. FSV Mayence 05. Il entre en jeu à la place de John Brooks et son équipe s'incline par trois buts à deux.
Le 1er juillet 2021 Tim Siersleben rejoint le FC Heidenheim, sous la forme d'un prêt de deux saisons. Le club évolue alors en deuxième division.
Il inscrit son premier but en professionnel le 9 novembre 2022, lors d'une rencontre de championnat face au SV Sandhausen. Titulaire, il ouvre le score de la tête sur un service de Jan-Niklas Beste et participe à la victoire de son équipe par quatre buts à trois.
Siersleben s'impose comme un titulaire à Heidenheim et cela pousse notamment Marcel Schäfer, le directeur sportif du VfL Wolfsburg, à faire des éloges à son sujet et annoncer un retour éventuel du défenseur central dans son club formateur pour la saison suivante afin d'obtenir une place en équipe première. Lors de cette saison 2022-2023, Siersleben participe à la montée historique du FC Heidenheim. Le club accédant pour la première fois de son histoire à la première division allemande en terminant premier de deuxième division.
Le 29 juin 2023, Siersleben s'engage finalement avec le FC Heidenheim de façon définitive et pour un contrat courant jusqu'en juin 2026,.
Il découvre la coupe d'Europe avec le FC Heidenheim, jouant son premier match le 2 août 2024, lors d'une rencontre qualificative pour la phase de groupe de la Ligue Conférence 2024-2025 face aux suédois du BK Häcken. Il est titularisé et son équipe s'impose par deux buts à un ce jour-là.

### En sélection
Tim Siersleben représente l'équipe d'Allemagne des moins de 17 ans. Au total il joue deux matchs avec cette sélection en 2016.

## Palmarès
FC Heidenheim
- Championnat d'Allemagne D2
  - Champion : 2023